# トルコ風アイス
トルコ風アイス（トルコふうアイス）とは日本などで販売されている、冷たい嗜好食品。
トルコの氷菓であるドンドゥルマをモデルにしているが、本来の特徴的な原材料である「サーレップ」は高価な原料であるので、日本においては大和芋、サツマイモなど他の植物から採取される澱粉を用いて作る場合が多い。また風味、味とも日本風にアレンジしてあり本場のドンドゥルマとは似て非なるものである。2010年代辺りには、本場のものと異なることが周知されていたことが要因となり、既に日本におけるブームが終焉していた。

## 日本で商品化されている例
- 2001年1月、雪印乳業（現ロッテ）からドンドゥルマをモデルにしたラクトアイス「雪印トルコ風アイス」が発売された。このトルコ風アイスは、羊のミルクの代わりに牛乳を用いて作られている。なお同社からは「チョコ・マーブル味」も販売されておりこれは乳と大豆を材料としている。なお雪印のアイスクリームとしては最後の新開発商品である。
- 2006年2月11日、雪印のアイス事業を継承したロッテスノー（現ロッテ）より「もっちりのびーるトルコ風アイスきなこ餅味」が販売された。同製品はきなこ餅アイスをミルク餅味アイスで囲む形でここに至ってはトルコ風とは謳っているが、ドンドゥルマとは全く違った食品である。
- 2006年5月16日、「雪印 トルコ風アイス オレンジ ～パッションフルーツ風味～」が発売された。このほかバニラ味、ヨーグルト味、抹茶味など多様な製品が販売されている。
- これとは別に、レストランなどで「トルコ風アイス」と称して独自の工夫を凝らして多様な製品を製品化している例が見られる。[誰?]